# ブロードキャスト

ブロードキャストの概念図

コンピュータネットワーク、電気通信、情報理論において、ブロードキャスト（英: Broadcast）とは、同じメッセージを複数の受信者に同時に転送することである。 ブロードキャストは、Message Passing Interfaceにおけるブロードキャストのようなプログラムにおける高レベルの操作として実行する場合や、イーサネット上のブロードキャストのような低レベルの操作の場合がある。
全対全通信（all-to-all communication、オール・ツー・オール）は、各送信者がグループ内の全ての受信者にメッセージを送信するコンピュータ通信の方法である。コンピュータネットワークにおいては、これはマルチキャストによって行われることもある。全対全通信は、各送信側が1つの受信側と通信するポイント・ツー・ポイント方式とは対照的である。

## 概要
コンピュータネットワークでは、ブロードキャストはネットワーク上のすべてのデバイス（ノード）によって受信されるパケットを送信することを意味する。実際には、ブロードキャストの範囲はブロードキャストドメインに限定される。ブロードキャストは、ホストが一意のIPアドレスで識別される他の単一のホストにデータグラムを送信するユニキャストとは対照的である。

ブロードキャストは、各送信者が受信者ごとに異なる独自のメッセージの拡散を実行するall scatterと、同じメッセージを送信するall broadcastとして実行できる。
大規模コンピュータクラスタのデファクトスタンダードであるMessage Passing Interface（MPI）には、MPI_Alltoallメソッドがある。
全てのネットワーク技術がブロードキャストに対応しているわけではない。例えば、X.25やフレームリレーはブロードキャスト機能を持っておらず、インターネット全体にわたるブロードキャストも存在しない。ブロードキャストは、LAN関連の技術、特にイーサネットやトークンリングに限定されている。ブロードキャストのパフォーマンスへの影響は、WANほど大きくはない。
IPv4の後継技術であるIPv6にも、ブロードキャスト機能は存在しない。ブロードキャストを使用する特定のサービスを利用するノードが少ししかない場合に、ネットワーク内の全てのノードを乱すことを防ぐためである。その代わりにマルチキャスト（概念的には1対多のルーティング）を使用する。ただし、マルチキャストでは、受信者は特定のマルチキャスト受信者グループに参加するノードに限定される。
イーサネットとIPv4のどちらも、ブロードキャストのパケットであることを示すために全ビットが1のブロードキャストアドレスを使用する。トークンリングでは、IEEE 802.2制御フィールドで特別な値を使用する。
ブロードキャストは、Smurf攻撃などのDoS攻撃を実行するために悪用される可能性がある。攻撃者は、標的となるコンピュータの送信元IPアドレスを使用して偽のping要求を送信する。これにより、標的となるコンピュータには、ドメイン内の全てのコンピュータからのping返信が大量に送られることになる。

## 使用例
IPネットワークにおいては、新しい相手と通信を開始するにあたりIPアドレスからMACアドレスを取得する時に必ず使用される。通常のネットワークでは一定期間毎にIPアドレスとMACアドレスの対応表を更新するため、そのたびブロードキャストがネットワークに流れる。ブロードキャストはネットワークセグメントの全域に配信されるため、使用頻度が高いとネットワークに過大な負荷をかけてしまう。そのため、上位のネットワーク層で多用する事は推奨されない。上位層での利用としてはDHCPを通じてIPアドレスを取得したり、OSI参照モデルのアプリケーション層で相手先の名称が判明していても、IP上での送信先のアドレスが解らないサーバを探す場合に良く利用される（Windows Networkにおけるファイル共有が可能なマシンの探索など）。